# Agave lurida
Agave lurida ist eine Pflanzenart aus der Gattung der Agaven (Agave) in der Familie der Spargelgewächse (Asparagaceae).

## Beschreibung
Agave lurida wächst als einzelne, kurzstämmige, radiärsymmetrische Rosette die nur selten sprosst. Sie erreicht Wuchshöhen von 1,2 bis 1,7 Metern und Durchmesser von 2,4 bis 3,4 Metern. Die steif aufsteigenden bis auswärts gebogenen, konkaven bis rinnigen Laubblätter sind linealisch-lanzettlich und werden über der leicht verschmälerten Basis dünner. Die mattgrünen bis glauk-grauen Blätter sind meist 110 bis 150 Zentimeter lang und 12 bis 18 Zentimeter breit. Die Blattränder sind fast gerade und mit sehr regelmäßigen Randzähnen besetzt, die meist 1 bis 2 Zentimeter auseinander stehen und deren größere Zähne 4 bis 6 Millimeter lang sind. Die Blätter enden in einem konisch-pfriemlichen, gräulich braunen Enddorn von 3 bis 4,5 Zentimeter Länge.
Der 6 bis 7 Meter hohe Blütenstand ist rispig. Die mehr als 20 aufsteigenden und diffus ausgebreiteten Teilblütenstände befinden sich im oberen Drittel bis oberen Hälfte des Blütenstandes. Die Einzelblüten sind 58 bis 65 Millimeter lang. Ihre grünlich gelben Tepalen besitzen etwa gleiche Zipfel von 18 bis 24 Millimeter Länge. Die trichterförmige Blütenröhre ist 9 bis 11 Millimeter lang.

## Systematik und Verbreitung
Agave lurida ist im mexikanischen Bundesstaat Oaxaca in halbtrockenen und tropischen Wäldern in Höhenlagen von 1850 Metern verbreitet.
Die Erstbeschreibung wurde 1789 von William Aiton veröffentlicht. Der ältere, aber unbekanntere  Name Agave vera-cruz Mill. (1768) hätte eigentlich Priorität.

## Nachweise